# CDU-Verband Brüssel-Belgien
Der CDU-Verband Brüssel-Belgien ist als Kreisverband organisiert und direkt dem CDU-Bundesvorstand unterstellt. Er ist der erste und bisher einzige Auslandsverband der Partei. Derzeitiger Vorsitzender ist Tim Peters.
Die Gründung des Verbandes vollzog sich 1996 satzungsgemäß im Sinne des § 18 Abs. 7 Statut der CDU. Er ist angehalten, stets mindestens 100 Mitglieder zu verzeichnen. Er hat 260 Mitglieder und unterscheidet zwischen einer ordentlichen und einer außerordentlichen Mitgliedschaft. Bei letzterer kann der bisherige Kreisverband in Deutschland beibehalten werden, was jedoch eine Einschränkung im Stimmrecht nach sich zieht. Ziel ist es, CDU-Mitglieder, die auf Zeit in Belgien tätig sind, politisch zu binden. Er versteht sich als Repräsentant der CDU Deutschlands auf EU-Ebene, pflegt dazu auch den Austausch mit Mitgliedern der Europäischen Volkspartei (EVP).
2005 erfolgte die Umwandlung in eine Association sans but lucratif  (asbl), einen Idealverein nach belgischem Recht. Lange Jahre war Thomas Jansen Vorsitzender des Verbandes; Tim Peters löste dann 2014 Jochen Richter ab.